# 日誉源貞
日誉源貞（にちよげんてい、生年不詳 - 慶安5年7月19日（1652年8月22日））は、江戸時代前期の僧。伊奈忠次の子。俗名は伊奈忠民。兄に忠政、忠治。弟に忠公、忠雪、長直、忠氏。姉妹に娘（内藤正成室）、娘（宮田主馬室）、娘（向井忠宗室）。
幼少時に病弱であったため仏門に入り、鴻巣勝願寺の住職・円誉不残に師事して同寺の第6代住職となった。元和4年（1618年）、武蔵国赤山領を拝領した兄の忠治からの依頼で古寺を再興して源長寺と名付け伊奈氏の菩提寺とし、開山に円誉不残を迎えた。その後、秩父惣円寺の開山上人として入寺。寛永18年11月15日（1641年12月17日）、紫衣を賜ると、のちに関東十八檀林筆頭である鎌倉光明寺の37世住職となり、さらに京都知恩院の大僧正を務めた。
慶安5年7月19日（1652年8月22日）に死去。法名は玉蓮社日誉上人源貞大和尚。